# Огицкий, Дмитрий Петрович
Дми́трий Петро́вич Оги́цкий (26 октября 1908, Санкт-Петербург — 5 октября 1994, Щучин, Гродненская область) — православный богослов. Магистр богословия и профессор Московской духовной академии (1969)

## Биография
Родился 26 октября 1908 года в Санкт-Петербурге в семье учащегося Санкт-Петербургской духовной академии[уточнить] Петра Иосифовича Огицкого (в будущем священника) и его супруги учительницы Ольги Алексеевны (урождённой Михеевой). Семья часто меняла место жительства. В 1915 году священник Пётр Огицкий был переведен в посёлок Селявичи Гродненская области, затем во Владимир, потом сменил ещё несколько мест служения. Оказался в эмиграции в Польше в связи с изменением государственных границ. Наконец, летом 1921 года семья осела в Селявичах.
В 1922 году в возрасте 13 лет поступил в 5-й класс девятилетней Виленской духовной семинарии. С 1927 по 1931 год учился на православном богословском отделении («студиуме») Варшавского университета.
В 1932 году там же за диссертацию «Исторический обзор состава православных богослужений последних трех дней Страстной седмицы» удостоен степени магистра православной теологии.
С 1932 по 1939 год состоял преподавателем Виленской духовной семинарии. Одновременно в течение двух лет (с 1932 по 1934 год) был студентом филологического факультета Виленского университета, где изучал древнегреческий язык.
После включения Прибалтики и Западной Белоруссии в состав Советского Союза перебирается в городе Щучин Гродненской области, где служил его отец. С 1939 по 1947 года работал в в начальной школе города Щучина Гродненской области, а по воскресеньям вместе со своими учениками пел в церковном хоре.
В 1947 году после открытия Минской духовной семинарии, расположенной в Жировичах, стал преподавать в ней. Пробыв в Жировичах около двух лет, вынужден был оставить Семинарию по не вполне ясным причинам: однажды он был вызван в сельский совет для собеседования, после чего в тот же день без объяснений уехал, как говорится, в неизвестном направлении. Видимо на него был сделан какой-то донос и последовали соответствующие оргвыводы. Реабилитироваться ему, как свидетельствует протопресвитер Виталий Боровой, помог личный секретарь и келейник патриарха Алексия I Данила Остапов.
С 1951 года преподавал греческий язык в Ставропольской духовной семинарии. Составил учебник греческого языка для семинарий. С 1953 года стал инспектором Ставропольской духовной семинарии и находился на этой должности до закрытия семинарии в 1961 году. Подавал написанный им учебник греческого языка для семинарий для получения магистерской диссертации, но работа не была принята к защите. В характеристике, составленной уполномоченным Совета по делам РПЦ по Ставропольскому краю А. Нарижным и 7 сентября 1960 года направленной В. А. Куроедову, говорилось: «Огицкий Д. П. проявил себя как ретивый поборник подготовки „достойных пастырей православной церкви“, умеющих приспособляться к советской действительности и насаждать мракобесие, прикрываясь лояльностью. Ведет себя скрытно, всегда старается оставаться в тени, но играл ведущую роль в руководстве семинарии. Пользовался большим влиянием на ректора семинарии, который по существу проводил все, чего требовал Огицкий».
В 1956—1958 годах — член Календарно-богослужебной комиссии при Священном синоде РПЦ.
После закрытия семинарии, в 1960 году снова получает назначение в Минскую духовную семинарию, где преподавал до её закрытия в 1963 году.
В октябре 1963 года был приглашён к чтению лекций о современном католичестве в только что открывшейся аспирантуре при Московской духовной академии.
С 1965 года преподавал греческий язык в Московской духовной семинарии и академии. В 1966 году получил звание доцента. С июня 1966 года состоял заведующим аспирантурой при Московской духовной академии.
20 декабря 1969 года представил в МДАиС магистерскую диссертацию на тему «Римско-Католическая Церковь, I. Исторический путь римского католицизма до половины XIV века. II. От Пия IX до Павла VI. III. Второй Ватиканский Собор, IV. Строй и современные учреждения Римско-Католической Церкви. (Курс лекций. 786 с. машинописи.)» Официальными рецензентами были профессор-протоиерей Андрей Сергеенко и доцент К. Е. Скурат. Совет Московской духовной академии, заслушав официальные отзывы и мнения выступивших в прениях профессора И. Н. Шабатина и доцента Н. Н. Ричко, которые дали высокую оценку представленному на суд учёной корпорации многолетнему усердному труду, тайным голосованием присвоил доценту Д. П. Огицкому степень магистра богословия и звание профессора. Как отмечалось в Журнале Московской Патриархии: «В работе, по словам одного из рецензентов, собран — в основном из иностранных источников — и осмыслен богатейший материал по современной истории и структуре Римско-Католической Церкви. Работа восполнила существовавший до последнего времени в русской богословской литературе пробел по данной тематике. И теперь благодаря эрудиции автора, знанию им нескольких иностранных языков, его энергии и трудолюбию не только аспирантура, но и вся духовная школа имеет прекрасное пособие по вопросам современного католичества».
Входил в редколлегию «Богословских трудов». Член, с 20 марта 1969 по 19 июля 1972 года — секретарь Синодальной комиссии по вопросам христианского единства. Профессор. Член Комиссии при Священном синоде по разработке каталога тем Всеправославного предсобора с её учреждения 10 мая 1963 года, с 4 апреля 1967 года — её секретарь. Соруководил работами по III разделу «Управление и церковный строй». В 1971 году Д. П. Огицкий награждается орденом святого равноапостольного князя Владимира 3-й степени, а в 1976 году — 2-й степени.
В 1976 году вышел на пенсию. Летом 1982 года он переезжает в родительский дом в город Щучин.
Последние годы жизни были омрачены житейскими неурядицами. Ещё в 1949 году поселил в своем доме семью репрессированного протоиерея Бориса Ясинского, своего товарища по Виленской духвоной семинарии. Сам Огицкий в родительском доме почти не жил, потому что преподавал в Жировцах, Ставрополе, Сергиевом Посаде. Вернувшись в Щучин, старый профессор подвергся настоящей травле со стороны тех людей, которым он когда-то предоставил кров.
Скончался 5 октября 1994 года в Щучине. Похоронен около Михаило-Архангельского храма, рядом с могилой родителей.

## Наследие и память
Уже после его смерти протоиерей Максим Козлов учебный курс Д. П. Огицкого по кафедре Сравнительного богословия МДАиС был доработан протоиереем Максимом Козловым и выпущен в виде учебника «Православие и западное христианство» (М., 1995; 1999). В 2009 году вышло курс был значительно переработан, дополнен двумя приложениями и издан под названием «Западное христианство: взгляд с Востока»
Открытый в 2014 году церковно-археологический музей Минской духовной семинарии включает экспозицию личных вещей, рукописей и фотографий профессора Д. П. Огицкого, 12 февраля 2016 года в семинарии открыта мемориальная аудитория, посвящённая его памяти. 7 июня 2018 года выпускник Минской духовной семинарии Евгений Мшар передал в дар церковно-археологическому музею семинарии 21 фотографию из личного собрания профессора Д. П. Огицкого. Фотографии сделаны во второй половиной 1960-х — серединой 1970-х годов и отражают период преподавания Дмитрия Петровича в Московской духовной академии.

## Публикации
статьи
- В Ставропольской духовной семинарии // Журнал Московской Патриархии. — 1954. — № 9. — С. 73.
- В Ставропольской духовной семинарии // Журнал Московской Патриархии. — 1956. — № 8. — С. 15.
- В Ставропольской духовной семинарии (начало 1956/57 учебного года) // Журнал Московской Патриархии. — 1956. — № 11. — С. 45.
- Юбилей Ставропольской духовной семинарии // Журнал Московской Патриархии. — 1957. — № 1. — С. 24.
- О расхождениях в определении дня праздника Пасхи // Журнал Московской Патриархии. — 1963. — № 3. — С. 68-74.
- Декрет Второго Ватиканского Собора «Об экуменизме» // Журнал Московской Патриархии. — 1967. — № 8. — С. 61-72.
- Константинопольские Соборы 869—870 и 879—880 годов и церковная современность // Журнал Московской Патриархии. — 1969. — № 12. — С. 62-66.
  - Константинопольские соборы 869—870 и 879—880 годов и церковная современность // Вестник Русского Западно-Европейского Патриаршего Экзархата. — 1969. — № 68. — С. 218—227.
- Проблема церковного календаря // Богословские труды. — 1969. — № 4. — С. 109—116.
- Канонические нормы православной пасхалии и проблема датировки Пасхи в условиях нашего времени // Богословские труды. — 1971. — № 7. — С. 204—211.
- Крещенный человек как сотрудник в примиряющем действии Бога в мире // Богословские труды. — 1973. — № 10. — С. 94-97.
- Überlegungen zur Osterdatierung // Stimme der Orthodoxie. 1976. — № 4. — S. 58—63.
- A quel moment débute la célébration de Paques dans la liturgie de la Passion? (О богослужебном начале пасхального празднества : Литургический очерк) // Вестник Русского Западно-Европейского Патриаршего Экзархата. — 1982. — № 109—112. — С. 108—121.
- Великий князь Войшелк (страница из истории Православия в Литве) // Богословские труды. — 1983. — № 24. — С. 171—196.
- К истории виленских мучеников // Богословские труды. — 1984. — № 25. — С. 226—246.
  - Blutzeugnisse für Christus in Litauen des 14. Jahrhunderts. Legende und Wirklichkeit der drei Märtyrer von Vilna // Stimme der Orthodoxie. 1984. — № 6. — S. 45—48; № 7. — S. 38—40; № 8. — S. 39—48.
- Профессор Франциск Дворник о Патриархе Фотии I // Богословские труды. — 1985. — № 26. — С. 241—268.
- Выход на литию (из прошлого нашего богослужебного Устава) // Журнал Московской Патриархии. — 1998. — № 8. — С. 68-80.
- Сущность римского католицизма // Хрестоматия по сравнительному богословию : Учебное пособие для III курса Духовной семинарии / [Ред. монахиня Иулиания (Самсонова)]. — Москва : Изд-во Моск. Подворья Свято-Троиц. Сергиевой Лавры, 2005. — С. 240—277.
- Первый ватиканский собор (1869—1870) // Хрестоматия по сравнительному богословию : Учебное пособие для III курса Духовной семинарии / [Ред. монахиня Иулиания (Самсонова)]. — Москва : Изд-во Моск. Подворья Свято-Троиц. Сергиевой Лавры, 2005. — С. 312—317.
- Римско-католическое учение о спасении // Хрестоматия по сравнительному богословию : Учебное пособие для III курса Духовной семинарии / [Ред. монахиня Иулиания (Самсонова)]. — Москва : Изд-во Моск. Подворья Свято-Троиц. Сергиевой Лавры, 2005. — С. 232—347. (совместно со прот. Максимом Козловым).
- Особенности римско-католического учения о таинствах // Хрестоматия по сравнительному богословию : Учебное пособие для III курса Духовной семинарии / [Ред. монахиня Иулиания (Самсонова)]. — Москва : Изд-во Моск. Подворья Свято-Троиц. Сергиевой Лавры, 2005. — С 659—709. (совместно со прот. Максимом Козловым).

пособия
- Элементарный курс греческого языка (для духовных школ). Часть 1. — [самиздат], 1966. — 101 с.
- Записки по сравнительному богословию: конспект для 4 класса Духовной Семинарии : учеб. пособие / ект. В. Дроздов. — Машинопись. — Загорск : Московская Духовная Семинария, 1974. — 152, II с.
- Конспект по практическому руководству для пастырей : для 4 класса Семинарии (сокращенная редакция). — Машинопись. — Загорск : Московская Духовная Семинария, 1987. — 121 с.
- Практическое руководство для пастырей: конспект для 4-го класса семинарии (сокращенная редакция). — Сергиев Посад : Московская Духовная Семинария; Минск; Жировичи: Свято-Успенский монастырь, 1992. — 56 с.
- Православие и западное христианство: Учеб. пособие для духов. семинарий и духов. училищ. — Москва : Моск. духов. акад. : Отчий дом, 1995. — 175 с. (совместно со свящ. Максимом Козловым).
  - Православие и западное христианство: 2-е издание. — М.: МДА; Храм св. Татианы, 1999. — 175 с.
- Западное христианство: взгляд с Востока. — М.: Изд-во Сретенского монастыря, 2009. — 608 с. — (Серия Православное богословие / Сретенская духовная семинария). — ISBN 978-5-7533-0319-6. (совместно со прот. Максимом Козловым).